# ルハーンシク
- ルハンシク
- ルガンスク
- ルハンスク

ルハーンシク（ウクライナ語: Луганськ [lʊˈɦɑnʲsʲk] ( 音声ファイル)/ 英語：Luhansk ) は、南東ウクライナに位置する都市で、ルハーンシク州の州庁所在地である。
ウクライナ語名ではルハーンシク、ロシア語名ではルガンスク（ルガンスク、ロシア語: Луганск）となるが、しばしばルハンスク（ルハーンスク）と発音される。2014年から2021年まで、ウクライナ政府の管轄が及ばず、ルガンスク人民共和国の支配下に置かれている地域があった。
しかし、2022年のロシアのウクライナ侵攻の最中で、ロシアによる住民投票によってルガンスク人民共和国がロシアに併合された影響で、事実上ロシアの支配下にある。

## 地理
ルハーンシクは、ドンバス地方の最大の都市の一つで、ルハーンシク州の南東部、ビリヒーウカ川とルハーンカ川の合流地に位置する。

## 気候
気候は大陸気候である。1月の平均気温は-5.9°C、7月は+21.7 °Cとなっている。ケッペンの気候区分では亜寒帯湿潤気候（Dfa）に属する。
| ルハーンシクの気候                                                          | ルハーンシクの気候 | ルハーンシクの気候 | ルハーンシクの気候 | ルハーンシクの気候 | ルハーンシクの気候 | ルハーンシクの気候 | ルハーンシクの気候 | ルハーンシクの気候 | ルハーンシクの気候 | ルハーンシクの気候 | ルハーンシクの気候 | ルハーンシクの気候 | ルハーンシクの気候 |
| 月                                                                          | 1月                | 2月                | 3月                | 4月                | 5月                | 6月                | 7月                | 8月                | 9月                | 10月               | 11月               | 12月               | 年                 |
| --------------------------------------------------------------------------- | ------------------ | ------------------ | ------------------ | ------------------ | ------------------ | ------------------ | ------------------ | ------------------ | ------------------ | ------------------ | ------------------ | ------------------ | ------------------ |
| 最高気温記録 °C （°F）                                                      | 12.8 (55)          | 17.3 (63.1)        | 23.1 (73.6)        | 31.8 (89.2)        | 36.6 (97.9)        | 39.4 (102.9)       | 40.5 (104.9)       | 42.0 (107.6)       | 36.8 (98.2)        | 31.2 (88.2)        | 22.8 (73)          | 15.6 (60.1)        | 42.0 (107.6)       |
| 平均最高気温 °C （°F）                                                      | −1.0 (30.2)        | −0.4 (31.3)        | 5.7 (42.3)         | 15.6 (60.1)        | 22.2 (72)          | 26.4 (79.5)        | 28.7 (83.7)        | 28.2 (82.8)        | 21.8 (71.2)        | 13.9 (57)          | 5.2 (41.4)         | 0.1 (32.2)         | 13.9 (57)          |
| 日平均気温 °C （°F）                                                        | −4.0 (24.8)        | −4.1 (24.6)        | 1.4 (34.5)         | 9.7 (49.5)         | 15.8 (60.4)        | 20.1 (68.2)        | 22.3 (72.1)        | 21.2 (70.2)        | 15.3 (59.5)        | 8.6 (47.5)         | 1.8 (35.2)         | −2.7 (27.1)        | 8.8 (47.8)         |
| 平均最低気温 °C （°F）                                                      | −6.8 (19.8)        | −7.4 (18.7)        | −2.4 (27.7)        | 4.2 (39.6)         | 9.4 (48.9)         | 13.8 (56.8)        | 16.0 (60.8)        | 14.5 (58.1)        | 9.4 (48.9)         | 4.0 (39.2)         | −1.3 (29.7)        | −5.5 (22.1)        | 4.0 (39.2)         |
| 最低気温記録 °C （°F）                                                      | −41.9 (−43.4)      | −36.9 (−34.4)      | −27.3 (−17.1)      | −12.1 (10.2)       | −8.2 (17.2)        | −1.8 (28.8)        | 5.2 (41.4)         | −0.4 (31.3)        | −7.2 (19)          | −16.3 (2.7)        | −26.3 (−15.3)      | −29.6 (−21.3)      | −41.9 (−43.4)      |
| 降水量 mm （inch）                                                          | 36.0 (1.417)       | 35.7 (1.406)       | 31.8 (1.252)       | 31.4 (1.236)       | 46.3 (1.823)       | 63.3 (2.492)       | 64.2 (2.528)       | 36.3 (1.429)       | 45.3 (1.783)       | 34.8 (1.37)        | 39.2 (1.543)       | 39.7 (1.563)       | 504.0 (19.843)     |
| 平均降雨日数                                                                | 10                 | 8                  | 11                 | 14                 | 13                 | 14                 | 12                 | 8                  | 11                 | 11                 | 13                 | 10                 | 135                |
| 平均降雪日数                                                                | 17                 | 16                 | 10                 | 1                  | 0.1                | 0.03               | 0                  | 0                  | 0.1                | 1                  | 7                  | 16                 | 68                 |
| % 湿度                                                                      | 83.2               | 80.3               | 75.2               | 64.0               | 61.6               | 63.8               | 63.7               | 61.3               | 67.8               | 74.9               | 83.3               | 84.4               | 72.0               |
| 平均月間日照時間                                                            | 47.2               | 73.8               | 131.1              | 177.6              | 274.9              | 287.4              | 305.5              | 291.4              | 210.6              | 135.4              | 59.4               | 39.0               | 2,033.3            |
| 出典1：Pogoda.ru.net                                                        |                    |                    |                    |                    |                    |                    |                    |                    |                    |                    |                    |                    |                    |
| 出典2：World Meteorological Organization (precipitation, humidity, and sun) |                    |                    |                    |                    |                    |                    |                    |                    |                    |                    |                    |                    |                    |

## 歴史
- 10世紀‐13世紀：クマン人の時代。
- 13世紀‐15世紀：モンゴル帝国の時代。
- 15世紀‐17世紀：クリミア・ハン国の時代。
- 17世紀以降：ロシア帝国の時代。
- 1775年：現在のルハーンシクの北西部でウクライナ・コサックの集落、カムヤヌィイ・ブリドが創立される。
- 1790年：帝政ロシア政府の命令によりカール・ガスコイン技師は現在のルハーンシクの周辺に砂鉄・石炭を発見する。
- 1795年：エカチェリーナ2世は現在のルハーンシクの周辺に鋳鉄製造工場を建立することを命じる。工場の周辺の集落は「エカチェリノスラヴスキ・ザヴォート」と呼ばれるようになる。ルハーンシクが創立された年とされる。
- 1797年：集落は「ルガーンスキイ・ザヴォート」に改名される。人口の大部分はイギリスの技師たちとセルビア出身の軍人であった。
- 1800年：ウクライナ初の高炉が建立され、武器生産が開始される。以降、ルガーンスクの工場はロシア帝国の重要な軍事施設となる。
- 1882年：集落のルガーンスキイ・ザヴォートは「ルガンスク」に改名され、ロシアの大きな工業都市となる。
- 1896年：蒸気機関車製造工場が建立される。
- 1917年‐1919年：ロシアの革命期、ウクライナの内戦期。
- 1919年:ウクライナ・ソビエト社会主義共和国の都市となる。
- 1935年：ルガンスクはソ連の軍人、クリメント・ヴォロシーロフにちなんで「ヴォロシロフグラード」に改名される。
- 1942年‐1943年：ドイツ軍の占領下に置かれる。
- 1958年：ヴォロシロフグラードは「ルガンスク」に改名される。
- 1970年：ルガーンスクは「ヴォロシロフグラード」に改名される。
- 1990年：ヴォロシロフグラードは「ルガンスク」に改名される。
- 1991年：ウクライナは独立し、「ルガンスク」は「ルハーンシク」となり、ルハーンシクの州庁所在地となる。

### 2014年ウクライナ騒乱
2014年ウクライナ騒乱から続く混乱の中で、ルハーンシクは親ロシア側の武装勢力・ルガンスク人民共和国が実効支配するようになった。政府側は、都市の奪還に向けてルハーンシク空港の支配を取り戻すものの、同年6月14日には兵員や物資を乗せた輸送機（IL-76）が武装勢力側に撃墜され49人が死亡する事件も生じた。

### 2022年ロシアのウクライナ侵攻
2022年のロシアによるウクライナ侵攻によってロシアによる住民投票が行われルガンスク人民共和国がロシアに一方的に併合された為、事実上この市はロシアが実権を握っている。

## 人口
- 1867年：10,239人
- 1922年：77,000人
- 1956年：250,000人
- 1989年：538,000人
- 2001年：503,200人[5]
  - ウクライナ人約50％、ロシア人37％、その他13％
  - 母語：ロシア語約85％、ウクライナ語約14％
  - 男性は45％、女性は55％

## 観光
ロシア帝国時代・ソ連時代にルハーンシクは重工業都市となっていた関係で、文化的価値を有する場所は少ない。

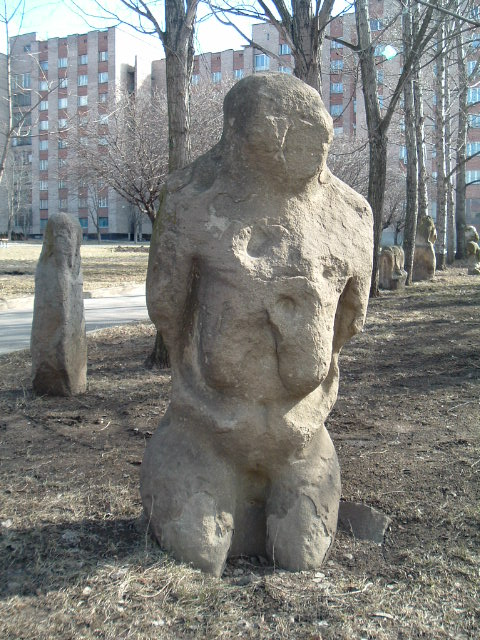
クマン人の石像
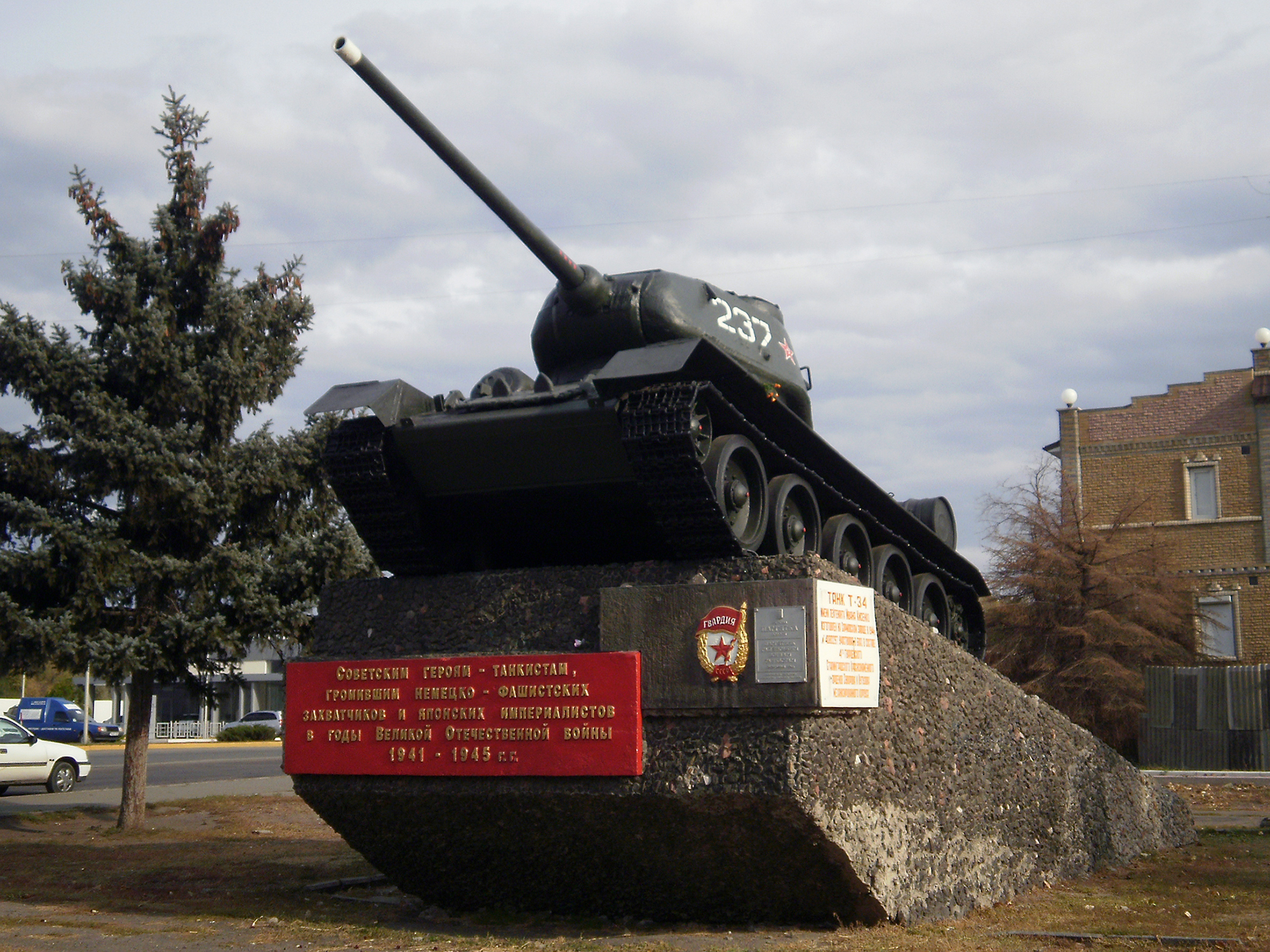
「ホストラ・モヒラ」記念館

## 姉妹都市
- 大慶市、中国
- カーディフ、イギリス
- ペルニク、ブルガリア
- サン＝テティエンヌ、フランス
- セーケシュフェヘールヴァール、ハンガリー

## 主な出身人物
- セルゲイ・ブブカ - 棒高跳び選手。

## 注
1. ↑  「野原」を意味している。ルハーンカ川にちなんで名づけられた。
2. ↑  “Погода и климат” [Weather and climate] (ロシア語).   pogodaiklimat.ru. 2014年7月12日時点のオリジナルよりアーカイブ。2015年11月30日閲覧。
3. ↑  “World Meteorological Organization Climate Normals for 1981–2010”.   World Meteorological Organization. 2021年7月17日時点のオリジナルよりアーカイブ。2021年7月18日閲覧。
4. ↑  “輸送機撃墜、49人死亡　最多の犠牲者　ウクライナ、停戦困難に”. 産経新聞. (2014年6月14日) 2014年5月17日閲覧。 {{cite news}}: |work=、|newspaper=引数が重複しています。 (説明)⚠
5. ↑  （英語）　（ウクライナ語） 2001年のウクライナ国勢調査